# Kostas Arvasevičius
Kostas Arvasevičius (* 27. Februar 1949 in Bubiai, Rajongemeinde Šiauliai; † 27. Januar 2017) war ein litauischer Politiker aus Kelmė.

## Leben
Von 1956 bis 1964 besuchte Arvasevičius die Schule in Bubiai. Nach dem Abitur 1967 in Salduvė (Šiauliai) arbeitete er von 1967 bis 1970 in Žygaičiai und von 1970 bis 1973 in Gordai als Lehrer. 1973 absolvierte er das Diplomstudium an der Universität Vilnius. Von 1982 bis 1990 arbeitete er bei Lietuvos komunistų partija in Kelmė.
Von 2000 bis 2012 war er Bürgermeister der Rajongemeinde Kelmė.
Ab 2001 war er Mitglied von LSDP.

## Ehrungen
- Ehrenbürger von Kelmė